# 吉元里謹
吉元 里謹（よしもと りか、1991年8月2日 - ）は、日本の女性声優。新潟県出身。テアトル・エコー所属。

## 経歴
俳協ボイスアクターズスタジオ卒業。2017年からテアトル・エコーに所属。

## 出演
太字はメインキャラクター。

### 吹き替え

#### 映画
- 愛と哀しみの旅路 ※Disney+版
- スプラッシュ ※Disney+版
- フライ・ミー・トゥ・ザ・ムーン[3]
- ユニコーン・ストア

#### ドラマ
- イエローストーン（モニカ〈ケルシー・チャウ〉）
- 王になった男
- 被告人（英語版）
- テッド・ラッソ:破天荒コーチがゆく（キーリー・ジョーンズ〈ジュノー・テンプル〉）
- ボーイフレンド（ミジン〈クァク・ソニョン〉）
- ホームカミング（オードリー・テンプル〈ホン・チャウ〉）
- レガシーズ（リジー・サルツマン〈ジェニー・ボイド〉）
- レジデント 型破りな天才研修医（ジュリアン）

#### アニメ
- アバローのプリンセス エレナ
- 『インサイド・ヘッド』の世界より:ライリーの夢の製作スタジオ（ノリコ）
- ギレルモ・デル・トロのピノッキオ[4]
- ジェイコブと海の怪物
- スーパーウィングス（ミラ）
- スポンジ・ボブ（イカリーナ、客、ナーリン 他）
- ソウルフル・ワールド（ミホ）
- バービー: ドリームハウス・アドベンチャー（デイジー）
- パグ・パグ・アドベンジャー（英語版）（ヒシー）
- バズ・ライトイヤー[5]
- ボージャック・ホースマン（ピクルス）
- マイリトルポニー: 新しい世界（ズーム）
- モアナと伝説の海2[6]
- ラプンツェル ザ・シリーズ（レッド）

### 舞台
- 朗読パンダ第2回番外公演 the other 2「100年越しの初恋」（2021年12月15日 - 19日、アトリエファンファーレ東池袋） - チームAヒロイン 役